# Tröbnitz
Tröbnitz ist eine Gemeinde im Süden des thüringischen Saale-Holzland-Kreises und Teil der Verwaltungsgemeinschaft Hügelland/Täler.

## Lage
Tröbnitz liegt südlich der Stadt Stadtroda im Tal des gleichnamigen Flüsschens Roda. Rechts und links des Tales bewaldete Hänge und Anhöhen der sogenannten Tälerdörfer.

## Geschichte

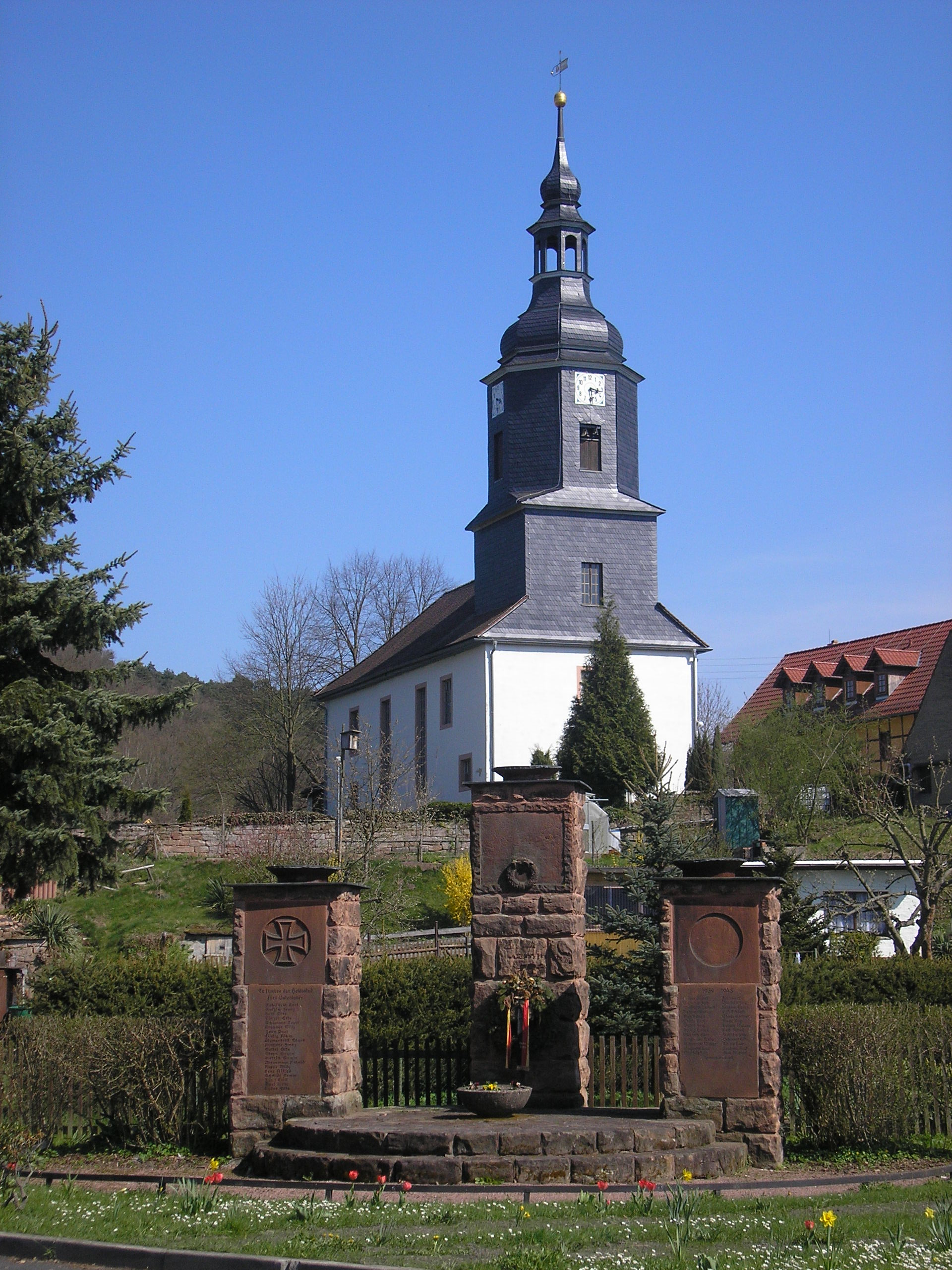
Dorfkirche Tröbnitz und Kriegerdenkmal

Im 7. und 8. Jahrhundert begannen die Slawen mit der Besiedlung der Gebiete an der Saale und entlang der Rodaue. Der Ursprung der Gemeinde Tröbnitz liegt höchstwahrscheinlich in einem sorbischen Weiler Anfang des 12. Jahrhunderts. Die erste urkundliche Erwähnung jedoch geht zurück auf den 29. September 1223, nachdem Sorben ein Stück Land, im Umkreis der Einmündung des Rothehofbachs in die Roda, gerodet hatten.
Tröbnitz, das um 1300 noch als Herrensitz von Otto de Trebnitz galt, ging im Laufe der Zeit als Rittergut in die Hände des Meusebacher Geschlechts. Die Herren Hans und Apitz von Meusebach waren die ersten Meusebacher in Tröbnitz und gleichzeitig die ersten mittelalterlichen Gerichts- und Grundherren der früheren Siedlung.
Als gegen 1753 der Letzte der Meusebacher Linie starb, erfolgte 1789 die Wandlung des ehemaligen Rittergutes der Meusebacher in ein fürstliches Kammergut. Die Waldarbeiter der Siedlung begannen in der Landwirtschaft ihre Zukunft zu suchen und sahen ihre Chance als Kleinbauern. Durch den Zukauf der ehemaligen Rittergutsfelder der Meusebacher entstanden im Laufe der Zeit lebensfähige Wirtschaften.
Durch die weniger ertragreiche Landwirtschaft begann man in Zeiten der Industrialisierung eine Mahl- und Schneidemühle und eine Dampfbrauerei zu bauen, die aber beide nicht überlebensfähig waren.
Bis Mitte des 20. Jahrhunderts wurde die wirtschaftliche Entwicklung des Ortes vorrangig von den Familien Prager später Letsch und John vorangetrieben, die einen ähnlich großen Einfluss auf die Dorfentwicklung hatten, wie das frühere Geschlecht der Meusebacher.
Die bäuerliche Struktur hielt sich bis zur Gründung der DDR. Die Umwandlung erfolgte 1956, bei der die bäuerlichen Einzelbetriebe in Landwirtschaftliche Produktionsgenossenschaften (LPG) umgewandelt wurden. Mit der Trennung der Vieh- und Feldwirtschaft 1975 war dann auch die traditionelle Landwirtschaft in Tröbnitz zu Ende.
Ortsname
Der Name Tröbnitz geht auf den um 1115 lautenden Namen „trebenic“ zurück, der sich im Laufe der Jahrhunderte immer mehr in die Richtung des heutigen Ortsnamens wandelte: 1266 „Trebenitz“, 1300 „Trebnitz“ und um 1310 „Trebenicz“. Der Ursprung dieser Bezeichnung liegt im altsorbischen Wortstamm *treb für „roden“.

## Kultur und Sehenswürdigkeiten
Das sogenannte „Kunst- und Musikdorf“ ist für seine beiden Musikvereine, die „Tröbnitzer Musikanten“ und das „Jugendblasorchester Tröbnitz“, bekannt. Des Weiteren sind im neu errichteten Heimatmuseum der CVJM und die „Klingenpresse“, ein Kunstverein, ansässig.

## Bildung und Erziehung
- Kneippkindergarten „Wirbelwind“ Tröbnitz
- Staatliche Grundschule „Hügelland“ Tröbnitz

## Persönlichkeiten des Ortes
- Wolfgang Fiedler (* 1951), langjähriger Bürgermeister von Tröbnitz, CDU-Mitglied, Abgeordneter der DDR-Volkskammer (1990), Abgeordneter (MdL) des Thüringer Landtags (1990–2019)
- Erich John (* 22. Januar 1910 in Tröbnitz; † 14. Oktober 1973 in Apolda) war ein Ingenieur und Rundfunkmechanikermeister, Firmeninhaber